# Relief avec les personnifications de trois peuples étrusques
Le relief avec les personnifications de trois peuples étrusques est un relief en marbre, datant du milieu ou de la fin du Ier siècle après J.-C. Il est conservé au musée grégorien profane du Musée du Vatican, inventaire 9942

## Description
Ce relief de la fin du Ier siècle est en marbre de Carrare. Il a été trouvé en Italie, à Cerveteri, localité de Vigna Grande, en 1840. Il est conservé au Musée du Vatican, sous le numéro d'inventaire 9942.
Il présente trois personnages posés sur des socles. La rubricature donne une indication sur le peuple que chacun d'eux représente, le rouge des lettres est moderne . 
À gauche, un personnage masculin debout, nu, tient dans sa main gauche un gouvernail, posé sur son épaule ; sa main droite effleure les branches d'un chêne.
Au centre, est assise une figure féminine,la tête voilée, elle tient dans sa main droite un attribut non identifiable.
À droite, un homme portant un voile, touche sa barbe de la main droite.
Au-dessus, flotte un eros, avec des guirlandes.
Sur le revers, on voit un sanglier, un laurier.
Sur le côté, l'épaisseur est décorée d'un végétal.

## Analyse
Ce relief a été découvert en 1840 à l'intérieur d'une citerne lors des fouilles de Vigna Grande.
Les trois statues sont la personnification de trois parmi les quinze peuples étrusques.
Le personnage, à gauche, est la personnification des Vetulonenses, les  habitants de Vetulonia, peut-être une divinité marine ou un héros. La femme, au centre, symbolise la cité de Vulci, selon l'inscription Volcentani. L'homme, sur la droite, représente peut-être Tarchon, d'après l'inscription Tarchiniense.
Le relief passait pour être le fragment d'un trône pour la statue de l'empereur Claude. Selon d'autres hypothèses cette plaque ferait partie d'un ensemble de cinq reliefs entourant un autel.